# Binn
Binn est une commune suisse du canton du Valais, située dans le district de Conches.
Elle se trouve à l'est du canton, dans sa partie germanophone. La commune s'étend sur 6 503 ha et compte 123 habitants au 31 décembre 2023.

## Géographie
La commune est située dans la Binntal (vallée de Binn), à l'ouest de la pointe d'Arbola, à 1 400 m d'altitude dans les Alpes lépontines, à 17 km à l'est-nord-est de la gare de Brigue. La commune comprend les hameaux de Ze Binne, Wilere, Giesse et Fäld, dans le haut de la vallée.
Le territoire de Binn s'étend sur 65,03 km2. Lors du relevé de 2013-2018, les surfaces d'habitations et d'infrastructures représentaient 0,5 % de sa superficie, les surfaces agricoles 21,8 %, les surfaces boisées 19,7 % et les surfaces improductives 57,9 %.
Binn est connue pour ses minéraux, dont 19 n'existent que dans la région.
Le chemin de randonnée de la Gäh Tod longe les gorges de Twingi de Grengiols jusqu'à Binn.

## Toponymie
L'origine et la signification du nom de la commune sont incertaines. Il pourrait dériver de la racine celte *bunda (sol, fond) et désigner ainsi un lieu au fond d'une vallée.
La première occurrence écrite du toponyme date de 1246, sous la forme de buyn.

## Histoire
Fief savoyard, Binn passe aux nobles de la Tour, aux seigneurs de Falcon, puis à l'évêque de Sion au XIVe siècle, qui fait administrer la justice par un mestral. Du XVe siècle à la Révolution, un major, élu par le peuple et nommé par l'évêque, remplace le mestral, avec des compétences limitées.
La route aménagée en 1863-1864 et l'hôtel Ofenhorn ouvert en 1883 font arriver les premiers touristes et de nombreux minéralogistes. Le commerce des minéraux, appoint lucratif jusqu'en 1914, connaît ensuite des années difficiles. Le gisement de Lengebach, le plus célèbre de la vallée, ruiné par la Première Guerre mondiale, est remis en activité en 1958.
Les transports sont améliorés, même en hiver, par la route carrossable (1938) et par le tunnel de la Twingi (1965), ce qui cause un recul de la céréaliculture. Le nombre des exploitations agricoles à plein temps passe ainsi de 25 (1955) à 5 (1994).
La vallée est zone naturelle protégée depuis 1964.

## Population et société

### Surnom
Les habitants de la commune sont surnommés d'Lugner, soit les menteurs en suisse allemand.

### Démographie

#### Évolution de la population
La commune compte 123 habitants au 31 décembre 2023 pour une densité de population de 2 hab/km2. Sur la période 2010-2023, sa population a diminué de −13,4 % (canton : 17,0 % ; Suisse : 9,4 %).  

#### Pyramide des âges
En 2023, le taux de personnes de moins de 30 ans s'élève à 24,3 %, au-dessous de la valeur cantonale (31 %). Le taux de personnes de plus de 60 ans est quant à lui de 42,3 %, alors qu'il est de 27,5 % au niveau cantonal.
La même année, la commune compte 66 hommes pour 57 femmes, soit un taux de 53,7 % d'hommes, supérieur à celui du canton (49,9 %).
| Hommes | Classe d’âge | Femmes |
| ------ | ------------ | ------ |
| 1,5    | 90 ans ou +  | 0,0    |
| 22,7   | 75 à 89 ans  | 21,1   |
| 18,2   | 60 à 74 ans  | 21,1   |
| 25,8   | 45 à 59 ans  | 24,6   |
| 6,1    | 30 à 44 ans  | 10,5   |
| 19,7   | 15 à 29 ans  | 8,8    |
| 6,1    | - de 14 ans  | 14,0   |

| Hommes | Classe d’âge | Femmes |
| ------ | ------------ | ------ |
| 0,6    | 90 ans ou +  | 1,3    |
| 8,0    | 75 à 89 ans  | 10,1   |
| 17,1   | 60 à 74 ans  | 17,9   |
| 21,0   | 45 à 59 ans  | 20,7   |
| 21,3   | 30 à 44 ans  | 20,1   |
| 17,3   | 15 à 29 ans  | 16,0   |
| 14,7   | - de 14 ans  | 14,0   |

## Politique
La commune est gouvernée par une Assemblée communale (Urversammlung, législatif) et un Conseil communal (Gemeinderat, exécutif) composé de cinq membres.
Le syndic (Gemeindepräsident) est Rudolf Jossen depuis la législature 2021-2024.
Lors des élections fédérales de 2019 pour le Conseil national, le PDC a obtenu 73,1 % des voix, l'UDC 17,1 %, les Verts 5,9 %, le PS 3,4 % et le PLR 0,5 %.

## Jumelage
Binn est jumelée avec la commune thurgovienne d'Arbon, la commune bernoise d'Urtenen-Schönbühl et la commune italienne voisine de Baceno.

## Musée
Un musée d'ethnographie et de minéralogie s'est ouvert à Binn en 1983.

## Prix
En 1992, la commune a reçu le prix du Patrimoine.
Le Heimatschutz suisse a attribué son prix à la commune en 1985 et à l'association Pro Binntal en 1991 (pour la restauration de l'hôtel Ofenhorn).

## Héraldique
| Blason | Blasonnement : « D'azur à la croix à trois traverses d'or mouvant d'un mont à trois coupeaux de sinople et cantonnée en chef de deux croisettes du second. » |

Les armoiries communales valaisannes sont soumises à l'approbation du Conseil d'État.